# Eat Your Salad
Eat Your Salad is een lied van de Letse band Citi Zēni. Het nummer vertegenwoordigde Letland op het Eurovisiesongfestival 2022.

## Achtergrond
Volgens de band is het nummer gemaakt "om een moeilijk onderwerp makkelijk en leuk te laten horen". Voor het nummer werden twee belangrijke inspiratiebronnen genoemd: de ene was een veganistische vriend van Jānis Pētersons die een shirt droeg met de tekst Instead of meat, I eat pussy, en de andere was een deelneemster aan een Letse tv-kookshow die hem ervan overtuigde Jānis Pētersons opvattingen over het milieu te veranderen, en hem aan het eind uitdaagde een lied te maken.
Het lied spreekt over de aantrekkelijkheid van veganistisch eten en ecovriendelijk leven. Het eerste couplet gaat over eco-vriendelijke dingen die de groep doet. Het tweede couplet is gevuld met tal van seksuele verwijzingen, verwijzend naar een eco-vriendelijke vrouw tot wie de groep zich aangetrokken voelt. Het refrein combineert de boodschappen van veganisme en hoe de eigenschap seksueel aantrekkelijk is.

## Eurovisiesongfestival

### Supernova 2022
Op 7 oktober 2021 opende LTV een inzendtermijn van twee maanden voor geïnteresseerde zangers en liedjesschrijvers om deel te nemen aan het auditieproces voor Supernova 2022. Alle inzendingen moesten van een liedjesschrijfer zijn die minstens zestien jaar oud was en inwoner was van Letland.
Nadat alle inzendingen waren ontvangen, beoordeelde een jury bestaande uit vertegenwoordigers van de belangrijkste radiostations in Letland de liedjes, waarbij alleen de titel van het liedje werd meegedeeld. Zestien acts werden door de jury geselecteerd om deel te nemen aan de wedstrijd. De geselecteerde inzendingen werden op 5 januari 2022 bekendgemaakt. Naast de aanvankelijke zestien deelnemende artiesten hield LTV tussen 10 en 14 januari 2022 een online stemming om een zeventiende act te bepalen.
De halve finale vond plaats op 5 februari 2022. Tien inzendingen werden geselecteerd door een professionele jury en het publiek in een 50/50 verdeelde stemming. Eat Your Salad kwalificeerde zich, en ging door naar de finale.
De finale vond plaats op 12 februari 2022. De winnaar werd bepaald door een vakjury en een televoters in een 50/50 verdeling van de stemmen. Eat Your Salad won de finale en Citi Zēni mocht daarmee Letland vertegenwoordigen op het Eurovisie Songfestival 2022.

### Op het Songfestival
De 66e editie van het Eurovisiesongfestival vond plaats in Turijn (Italië) en bestond uit twee halve finales op 10 mei en 12 mei 2022, en de grote finale op 14 mei 2022. Letland werd ingedeeld in de eerste halve finale en was daarin als tweede aan de beurt. Citi Zēni ontving 55 punten voor hun inzending en eindigde daarmee op de 14de plaats, onvoldoende om zich te kwalificeren voor de finale.